# Sandy Lopicic

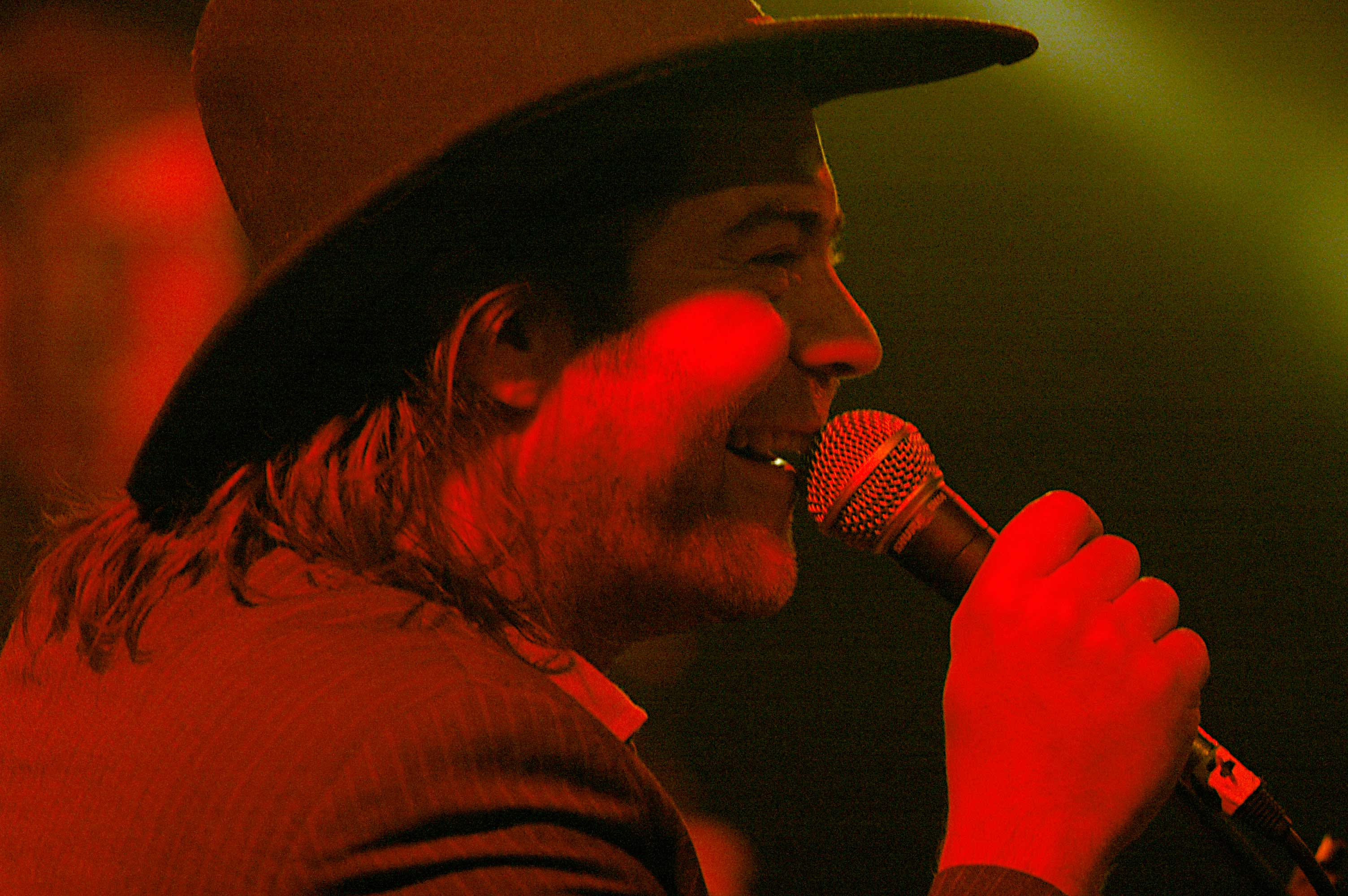
Sandy Lopicic beim letzten Konzert des Sandy Lopicic Orkestar in der Grazer Postgarage 2006

Sandy Lopicic (original Lopičić; * 5. Mai 1973 in Stuttgart) ist ein bosnisch-österreichischer Schauspieler, Musiker und Theaterregisseur. Er ist der Gründer und Leiter des Sandy Lopicic Orkestar.

## Leben
Seine ersten 14 Lebensjahre verbrachte Lopicic im schwäbischen Esslingen am Neckar. Seine Eltern stammen aus Sarajevo (Bosnien und Herzegowina). Dorthin zog er 1987 und besuchte vier Jahre lang die Musikmittelschule, in der Klavierklasse von Neda Stanković. 1991 kam er nach Graz, um Klavier (Klassik) in der Klasse des Moskauers Alexander Satz zu studieren. Dort lebt er mit der Schauspielerin Susanne Konstanze Weber und seinen drei Kindern.

## Künstlerische Tätigkeit
Als junger Klavierstudent spielte Sandy Lopicic drei Mal pro Woche als Alleinunterhalter im Grazer Theatercafé, um sich sein Studium zu finanzieren. Tagsüber arbeitete er als Ballettkorrepetitor in der Ballettschule des Grazer Opernhauses. In diesem war er 1992 als Statist in Roman Haubenstock-Ramatis Oper Amerika tätig.
Kurz darauf (1995) bekam Lopicic sein erstes Engagement als Musikalischer Leiter und Komponist bei den Vereinigten Bühnen Graz, wo er unter Intendant Marc Günther u. a. die Bühnenmusik zur Uraufführung von Wolfgang Bauers Die Menschenfabrik schrieb und 1998 an der Seite des Regisseurs Ernst M. Binder den Black Rider von Tom Waits auf einen wilden Balkansound für eine 15-köpfige Band arrangierte. Aus dieser Band entstand dann ein Jahr später das Sandy Lopicic Orkestar, das im Jahr 2000 von dem Worldmusic-Label Network Medien für zwei Alben (Border Confusion und Balkea) unter Vertrag genommen wurde und bis zu seiner Auflösung im Jahr 2006 europaweit auf Tour war.
Im Jahr 2007 gründete er seine 12-köpfige Formation Sandy Lopicic Superstvar (auf Bosnisch so viel wie „Super Sache“).
Im Jahr 2000 trafen Sandy Lopicic und der bulgarische Regisseur Dimiter Gotscheff zum ersten Mal aufeinander, um für den Steirischen Herbst Dejan Dukovskis Pulverfass zu proben. Dabei lernte Lopicic auch die Schauspielerin Susanne Konstanze Weber kennen. Das Paar hat heute zwei gemeinsame Kinder. Aus seiner ersten Ehe mit der bosnischen Pianistin Lejla Fitozovic hat Sandy Lopicic eine Tochter.
Lopicic sah in Gotscheff sein großes Vorbild und begann, sich für Regie zu interessieren.
Seine erste eigenständige Inszenierung (Einer flog über’s Kuckucksnest, 2003) am Schauspielhaus Graz wurde ein großer Erfolg.
Es folgten Arbeiten im Regieduo Pan Danubia (2004–2007) mit Cornelia Crombholz am Volkstheater Wien, Staatstheater Nürnberg und Graz. Allen voran Lorcas Bluthochzeit trug Lopicics musikalisch geprägte Handschrift.
Großes Aufsehen erregte auch seine Inszenierung der, anhand historischer Aufnahmen und eines originalen Klavierauszuges aus 1930, rekonstruierten Urfassung des Weißen Rössl für das Linzer Landestheater im Januar 2008.
Nach dem Leutnant von Inishmore (Burgtheater Wien 2002), kamen Gotscheff und Lopicic erst im Jahr 2008 in Berlin wieder zusammen, um erneut das Pulverfass am Deutschen Theater / Berliner Festspiele zu proben.
Seit 2005 setzte Sandy Lopicic in seinen Bühnenmusiken verstärkt das Akkordeon statt des Klaviers ein.
2011 vertonte Lopicic Gotscheffs Inszenierung der Uraufführung von Peter Handkes Immer noch Sturm (Thalia Theater Hamburg und Salzburger Festspiele), im Duo (Akkordeon und Drehleier) mit Matthias Loibner.
Auch in der letzten Arbeit des Großmeisters Dimiter Gotscheff, Heiner Müllers Zement (Residenztheater München, 2013), war Sandy Lopicic für die Musik zuständig.
Bekannt für die zügellosen Auftritte mit seinem Balkan Orkestar, sucht Lopicic dasselbe Temperament auf die Theaterbühne zu bringen, und inszeniert fern von psychologischem Theater.
Sandy Lopicics Inszenierung Das Schloss von Franz Kafka hatte im Februar 2013 Premiere am Salzburger Landestheater. Die Vorstellung wurde musikalisch begleitet von Matthias Loibner und dem Wiener Duo Die Strottern.

### Lehrtätigkeit
Seit 2011 arbeitet Sandy Lopicic als Senior Lecturer (Dozent) für Theatermusik an der Kunstuniversität Graz.

### Musikalische Einflüsse
Sandy Lopicic studierte und diplomierte im Konzertfach Klavier (Klassik).
Während der Kriegsjahre im ehemaligen Jugoslawien, wuchs in ihm jedoch das Interesse für die Volksmusik seiner Heimatregion. Dies war auch die Zeit, als Lopicic begann, Musik für Theaterproduktionen zu komponieren.
Immer häufiger benutzte er dabei sowohl Romalieder, Südslawische Volksweisen, als auch Balkan- und Zirkusmusik-Motive und arrangierte diese für verschiedene Besetzungen. Sandy Lopicic ließ improvisative Jazz-Einflüsse seiner Musiker zu und formte daraus einen neuen, eigenen Sound, abseits der traditionellen Spielweise von Balkanfolklore oder Serbischer Brass-Musik.
Lopicic greift zumeist auf alte Melodien (oder Texte) aus dem Balkanraum (Bosnien, Serbien, Kroatien, Albanien, Kosovo, Bulgarien, Russland etc.) zurück und bearbeitet diese mit „seinen Mitteln“. Aber auch Eigenkompositionen finden sich im Repertoire von Sandy Lopicic.

## Werkübersicht (Auswahl)

### Theater (Regie)
- 2003: Einer flog über’s Kuckucksnest von Ken Kesey, Schauspielhaus Graz
- 2008: Im weissen Rössl von Charell/Benatzky, Landestheater Linz
- 2009: Geld macht glücklich (UA) von Sandy Lopicic, Landestheater Linz
- 2009: Out of Röthenbach (UA) von Sandy Lopicic, Staatstheater Nürnberg
- 2010: A Fist Full of Love (UA) von Dejan Dukovski und Sandy Lopicic, Neuköllner Oper und Mazedonisches Nationaltheater Skopje
- 2011: Morphing the Cold Heart (UA) nach Motiven von Wilhelm Hauff, Deutsches Nationaltheater Weimar
- 2013: Das Schloss von Franz Kafka, Salzburger Landestheater[5]
- 2014: München – da bin ich, Residenztheater München
- 2015: Večno mladi von Erik Gedeon, Slowenisches Nationaltheater Maribor
- 2016: Trümmerfrauen, Bombenstimmung (UA) von Sandy Lopicic, Schauspielhaus Graz[6]
- 2016: Die Welt ist gross und Rettung lauert überall! (Ilija Trojanow) Romandramatisierung von Sandy Lopicic und Kathrin Kristina Liess, Landestheater Niederösterreich St. Pölten
- 2017: Redaktionsschluss! (UA) von Sandy Lopicic, Schauspielhaus Graz
- 2017: Moški brlog von Kristof Magnusson, Slowenisches Volkstheater Celje, SLG
- 2018: Jedem das Seine von Silke Hassler und Peter Turrini, Schauspielhaus Graz
- 2018: Der Revisor von Nikolai Gogol, Landestheater Niederösterreich St. Pölten
- 2019: Rojava (UA) von Ibrahim Amir, Volkstheater Wien
- 2020: Vögel (Tous des oiseaux) von Wajdi Mouawad, Schauspielhaus Graz
- 2021: Ois Offn! (UA) von Sandy Lopicic, Schauspielhaus Graz
- 2023: Das Ende vom Lied (UA) von Sandy Lopicic und Hannah Zufall, Schauspielhaus Graz[7]

Pan Danubia Productions:
- 2004: Amadeus von Peter Shaffer, Schauspielhaus Graz
- 2005: Glaube Liebe Hoffnung von Ödön von Horváth, Schauspielhaus Graz
- 2006: Ein Sommernachtstraum von William Shakespeare, Staatstheater Nürnberg
- 2006: Bluthochzeit von Federico García Lorca, Schauspielhaus Graz
- 2006: Yvonne, die Burgunderprinzessin von Witold Gombrowicz, Volkstheater Wien
- 2007: Platonow von Anton Tschechow, Schauspielhaus Graz

### Theater (Musik, Komposition)
- 1995: Die Menschenfabrik von Wolfgang Bauer, Steirischer Herbst Graz (Regie: Thomas Thieme)
- 1999: Manhattan Medea von Dea Loher, Steirischer Herbst/Staatstheater Schwerin (Regie: Ernst M. Binder)
- 2000: Das Pulverfass von Dejan Dukovski, Steirischer Herbst, Schauspielhaus Graz (Regie: Dimiter Gotscheff)
- 2001: Noch einmal für Jugoslawien von Peter Handke, Thalia Theater Hamburg (Regie: Hartmut Wickert)
- 2002: Der Leutnant von Inishmore von Martin McDonagh, Burgtheater Wien (Regie: Dimiter Gotscheff)
- 2004: Lulu von Frank Wedekind, Schauspielhaus Graz (Regie: Mathias Fontheim)
- 2008: Das Pulverfass von Dejan Dukovski, Deutsches Theater Berlin (Regie: Dimiter Gotscheff)
- 2011: Immer noch Sturm UA von Peter Handke, Salzburger Festspiele/Thalia Theater Hamburg (Regie: Dimiter Gotscheff)
- 2013: Zement von Heiner Müller, Residenztheater München (Regie: Dimiter Gotscheff)

### Theater (Musikalische Leitung)
- 1996: Sugar – Some Like It Hot von Peter Stone und Jule Styne, Schauspielhaus Graz
- 1998: The Black Rider von Tom Waits/Robert Wilson/William Boroughs, Schauspielhaus Graz
- 2000: Die 7 Todsünden/Mahagonny Songspiel von Bertolt Brecht und Kurt Weill, Schauspielhaus Wien (mit Helen Schneider und Markus Schirmer)
- 2002: Janis Joplin von Thomas Guglielmetti, Schauspielhaus Graz (Regie: M. Fontheim)
- 2002: Shockheaded Peter (Struwwelpeter) von den Tiger Lillies, Schauspielhaus Graz
- 2004: Jesus Christ Superstar von Tim Rice und A. L. Webber, Opernhaus Graz (Regie: Josef Ernst Köpplinger)
- 2009: Wiegenlieder, Duisburger Philharmonie
- 2015: Balkanfieber, Konzert unter Dirk Kaftan mit Sandy Lopicic Superstvar und dem Grazer Philharmonischen Orchester, Opernhaus Graz
- 2016: Humonica – die Menschenorgel von und mit Sandy Lopicic als Live-Komponist und musikalischer Puppenspieler, Kunstuniversität Graz (Mumuth)[8]
- 2025: Slippery Slope von Yael Ronen und Shlomi Shaban, Schauspielhaus Graz (Regie: Felix Hafner)

### Film (Schauspiel)
- 2005: Your Song von Natasha Shah (Rolle: Johannes)
- 2010: Die Vaterlosen – Kinofilm von Marie Kreutzer (Rolle: Ulli)
- 2012: Great – Kinofilm von Andreas Henn (Rolle: Rado)
- 2012: Demokratie – Die Show, Puls 4 (Rolle: Zeljko)
- 2015: Maikäfer flieg – Kinofilm von Mirjam Unger (Rolle: Der Kronleuchterschiesser)
- 2016: Hotel Rock’n’Roll – Kinofilm von Michael Glawogger und Michael Ostrowski (Rolle: Rock-Apostel)
- 2016: Schnell ermittelt – ORF, Regie: Michi Riebl (Rolle: Jurij Kostomarow)
- 2018: SOKO Donau/Wien (Hexenjagd) – Satel Film (ORF und ZDF), Regie: Olaf Kreinsen (Rolle: Sandi Saufkumpan)
- 2020: Vienna Blood  – Die schwarze Feder, Regie: Robert Dornhelm (Rolle: Conferencier)[9]
- 2022: Riesending – Jede Stunde zählt – TV-Mehrteiler, Senator Film Produktion (ARD, BR, Servus TV, SRF, SWR), Regie: Jochen Alexander Freydank (Rolle: Luka Perkovic)[10]

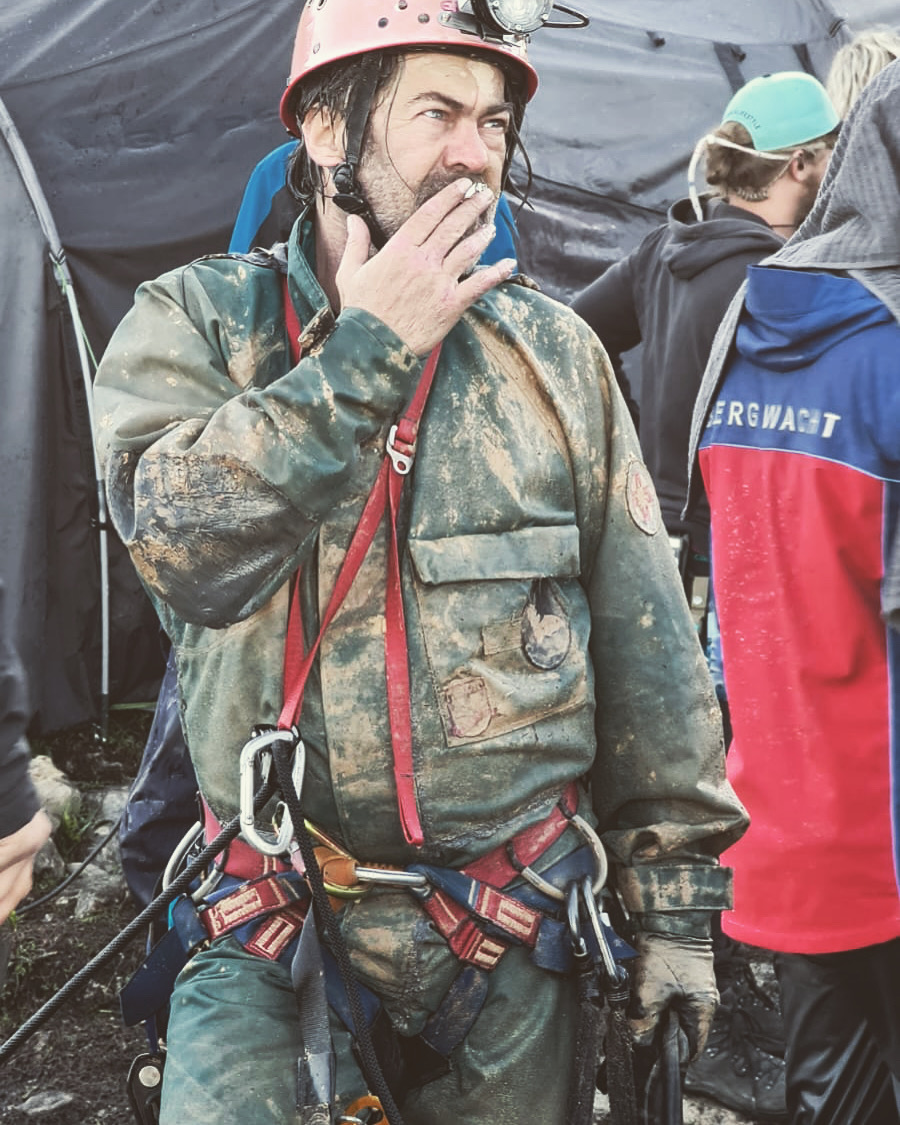
Sandy Lopicic als Luka Perkovic bei den Dreharbeiten für den Film Riesending – Jede Stunde zählt (2022) am Loser, Steiermark

### Film (Musik)
- 2004: Dr. Tatiana’s Sexguide to All Creation von Martin Durkin (Wag-tv, Channel 4 London)
- 2005: Your Song von Natasha Shah
- 2008: Eine von 8 von Sabine Derflinger
- 2010: Making of – Die Vaterlosen von Marie Kreutzer
- 2012: Great von Andreas Henn[11]

### Hörspiel (Sprecher)
- 2022: Heimweh – eine performative Installation von DARUM, Regie: Victoria Halper & Kai Krösche[12]
- 2023: Blasse Stunden/Blijedi sati – Ö1-Hörspiel von Manuela Tomic, Regie: Andreas Jungwirth (Rolle: Dedo Ivo)[13]

### Diskografie
- 2001: Album Border Confusion – Sandy Lopicic Orkestar (Network Medien)
- 2004: Album Balkea – Sandy Lopicic Orkestar (Network Medien, mit Bojan Petrović, Imre Lichtenberger Bozoki, Irina Karamarković, Janez Vouk, Jörg Mikula, Kurt Bauer, Lothar Lässer, Martin Harms, Martin Lubenov, Matthias Loibner, Michael Bergbauer, Nataša Mirković, Richard Winkler, Sandy Lopicic, Sašenko Prolić, Vesna Petković)
- 2010: Album Soundtrack without a Movie – Sandy Lopicic (Superlala)
- 2014: Album Bye Bye Balkan – Sandy Lopicic Superstvar (Lopi Music)

#### Sampler und Remixes
- 2003: Absolutely Live (Sampler von B. Seliger)
- 2005: Shantel – Bucovina Club 2 (Essay Recordings)[14]

#### Partizipation (Songwriter/ Arrangeur/ Produzent)
- 1996: Album S tobom dijelim sve – Indexi i Davorin Popovic (Croatia Records)
- 2010: Album Docutainment (Universal Music Group)
- 2013: Album Tango – Şevval Sam (Kalan Music)

#### Labelgründung
Im September 2013 gründete Sandy Lopicic sein eigenes Plattenlabel namens Lopi Music mit Geschäftssitz in Graz.

## Auszeichnungen
- 2025: Ehrenzeichen des Landes Steiermark für Wissenschaft, Forschung und Kunst[15]
- Am 18. Mai 2018 wurde Sandy Lopicic der „Große Interpretationspreis des Landes Steiermark“ (ehemaliger Karl-Böhm-Interpretationspreis) verliehen.[16][17][18][19]
- Publikumspreis für Trümmerfrauen-Bombenstimmung, als „beste Aufführung der Saison 2016/2017“ in den Theatern Bozen und Meran.[20]
- Vier Preise für Večno mladi (Slowenisches Nationaltheater Maribor) in den Kategorien „beste Produktion“, „bester Regisseur“, „beste Schauspielerin“ (Mateja Pucko) sowie der Publikumspreis beim Theaterfestival 25. Dnevi Komedije in Celje (Slowenien).[21]
- Ensemblepreis für Večno mladi (Slowenisches Nationaltheater Maribor) bei den Tagen der Satire (40. Dani satire) am 19. Juni 2016 in Zagreb (Kroatien).